# Капустин, Владимир Дмитриевич
Влади́мир Дми́триевич Капу́стин (1903 год — 3 декабря 1939 года) — участник советско-финской войны, политрук роты 95-го стрелкового полка 104-й горнострелковой дивизии 14-й армии. Герой Советского Союза.

## Биография
Владимир Капустин родился в 1903 году в семье крестьянина в деревне Брыкатино, ныне Даниловский район Ярославской области. В 1926 году вступил в коммунистическую партию. Закончив Ленинградский коммунистический вуз (ныне — Северо-Западная академия государственной службы), переехал жить в Вологду, где работал сначала заведующим курсами повышения квалификации колхозных кадров, а затем занимал должность директора Дома политпросвещения города Вологды.
Службу в рядах Красной Армии проходил с 1925 по 1927 год. С началом советско-финской войны был призван снова в 1939 году. Служил политруком роты 95-го стрелкового полка 104-й горнострелковой дивизии 14-й армии. Погиб Владимир Дмитриевич 3 декабря 1939 года в бою у высоты 260,0 в окрестностях посёлка Луостари (Печенгский район Мурманской области), когда в ходе сражения дважды получив ранения, но оставшись в строю, организовывал штыковые атаки; во время очередной атаки Капустин был захвачен врагами и заколот штыком.

## Награды
5 февраля 1940 года указом Президиума Верховного Совета СССР «за образцовое выполнение боевых заданий командования на фронте борьбы с финской белогвардейщиной и проявленные при этом отвагу и геройство» политруку Владимиру Капустину было посмертно присвоено звание Героя Советского Союза. Кроме того, награждён орденом Ленина.

## Память

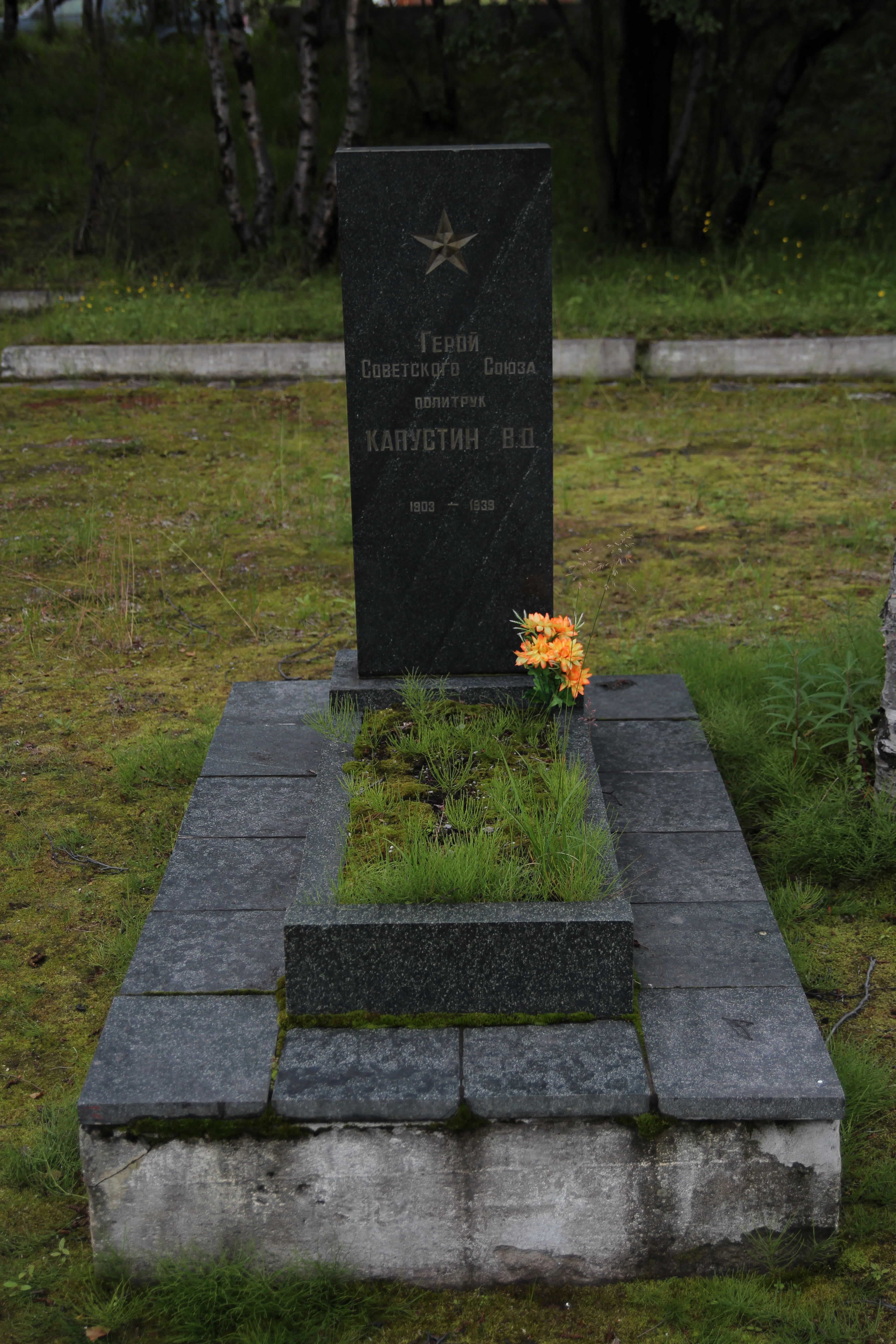
Могила В. Д. Капустина

В память о геройском поступке Владимира Дмитриевича Капустина в его честь была названа улица в Мурманске — в этом городе был похоронен герой на воинском кладбище.